# (37463) 6338 P-L
6338 P-L (asteroide 37463) é um asteroide da cintura principal. Possui uma excentricidade de 0.05994340 e uma inclinação de 6.45753º.
Este asteroide foi descoberto no dia 24 de setembro de 1960 por Cornelis Johannes van Houten e Ingrid van Houten-Groeneveld e Tom Gehrels em Palomar.